# Rognes
Cet article possède un paronyme, voir Rognac.
Pour les articles homonymes, voir Rognes (homonymie).
Rognes est une commune des Bouches-du-Rhône, dans l'arrondissement d'Aix-en-Provence.
Elle est célèbre pour sa pierre, la « pierre de Rognes », exploitée depuis l'Empire romain, et ses produits agricoles truffes et coteaux d’Aix-en-Provence.

## Géographie

### Situation
Le bourg chef-lieu de la commune est situé à 45 km de Marseille, 21 km d'Aix-en-Provence, 23 km de Salon-de-Provence, et 11 km de Cadenet au bord de la Durance. Il est à une altitude comprise entre 300 et 350 m d'altitude.
Le sud de la commune est traversé par la chaîne de la Trévaresse et son point culminant, quelques sommets entourent le bourg comme le Pié Fouquet (436 m), à 1 km à l'est, ou La Baume (355 m), à 500 m à l'ouest.
Le nord de la commune descend vers la vallée de la Durance, quelques kilomètres plus loin.
|              | La Roque-d'Anthéron | Saint-Estève-Janson    |
| Lambesc      | Rognes              | Le Puy-Sainte-Réparade |
| Saint-Cannat | Aix-en-Provence     |                        |

### Climat
Pour des articles plus généraux, voir Climat de Provence-Alpes-Côte d'Azur et Climat des Bouches-du-Rhône.
En 2010, le climat de la commune est de type climat méditerranéen franc, selon une étude du Centre national de la recherche scientifique s'appuyant sur une série de données couvrant la période 1971-2000. En 2020, Météo-France publie une typologie des climats de la France métropolitaine dans laquelle la commune est exposée à un climat méditerranéen et est dans la région climatique Provence, Languedoc-Roussillon, caractérisée par une pluviométrie faible en été, un très bon ensoleillement (2 600 h/an), un été chaud (21,5 °C), un air très sec en été, sec en toutes saisons, des vents forts (fréquence de 40 à 50 % de vents > 5 m/s) et peu de brouillards.
Pour la période 1971-2000, la température annuelle moyenne est de 13,2 °C, avec une amplitude thermique annuelle de 16,4 °C. Le cumul annuel moyen de précipitations est de 699 mm, avec 6,2 jours de précipitations en janvier et 2,4 jours en juillet. Pour la période 1991-2020, la température moyenne annuelle observée sur la station météorologique de Météo-France la plus proche, « Cadenet », sur la commune de Cadenet à 8 km à vol d'oiseau, est de 14,4 °C et le cumul annuel moyen de précipitations est de 703,0 mm. 
La température maximale relevée sur cette station est de 44,3 °C, atteinte le 28 juin 2019 ; la température minimale est de −12,7 °C, atteinte le 12 février 2012,,.
Les paramètres climatiques de la commune ont été estimés pour le milieu du siècle (2041-2070) selon différents scénarios d'émission de gaz à effet de serre à partir des nouvelles projections climatiques de référence DRIAS-2020. Ils sont consultables sur un site dédié publié par Météo-France en novembre 2022.

### Géologie
Rognes compte l'unique volcan de Provence, dit aussi « volcan de Beaulieu », daté de 17 millions d'années.

## Urbanisme

### Typologie
Au 1er janvier 2024, Rognes est catégorisée bourg rural, selon la nouvelle grille communale de densité à 7 niveaux définie par l'Insee en 2022.
Elle appartient à l'unité urbaine de Rognes, une unité urbaine monocommunale constituant une ville isolée,. Par ailleurs la commune fait partie de l'aire d'attraction de Marseille - Aix-en-Provence, dont elle est une commune de la couronne,. Cette aire, qui regroupe 115 communes, est catégorisée dans les aires de 700 000 habitants ou plus (hors Paris),.

### Occupation des sols
L'occupation des sols de la commune, telle qu'elle ressort de la base de données européenne d’occupation biophysique des sols Corine Land Cover (CLC), est marquée par l'importance des forêts et milieux semi-naturels (54 % en 2018), en diminution par rapport à 1990 (58,1 %). La répartition détaillée en 2018 est la suivante : 
forêts (37,3 %), zones agricoles hétérogènes (21,9 %), milieux à végétation arbustive et/ou herbacée (16,7 %), cultures permanentes (14,4 %), zones urbanisées (5,2 %), terres arables (3,6 %), prairies (0,6 %), eaux continentales (0,3 %). L'évolution de l’occupation des sols de la commune et de ses infrastructures peut être observée sur les différentes représentations cartographiques du territoire : la carte de Cassini (XVIIIe siècle), la carte d'état-major (1820-1866) et les cartes ou photos aériennes de l'IGN pour la période actuelle (1950 à aujourd'hui).

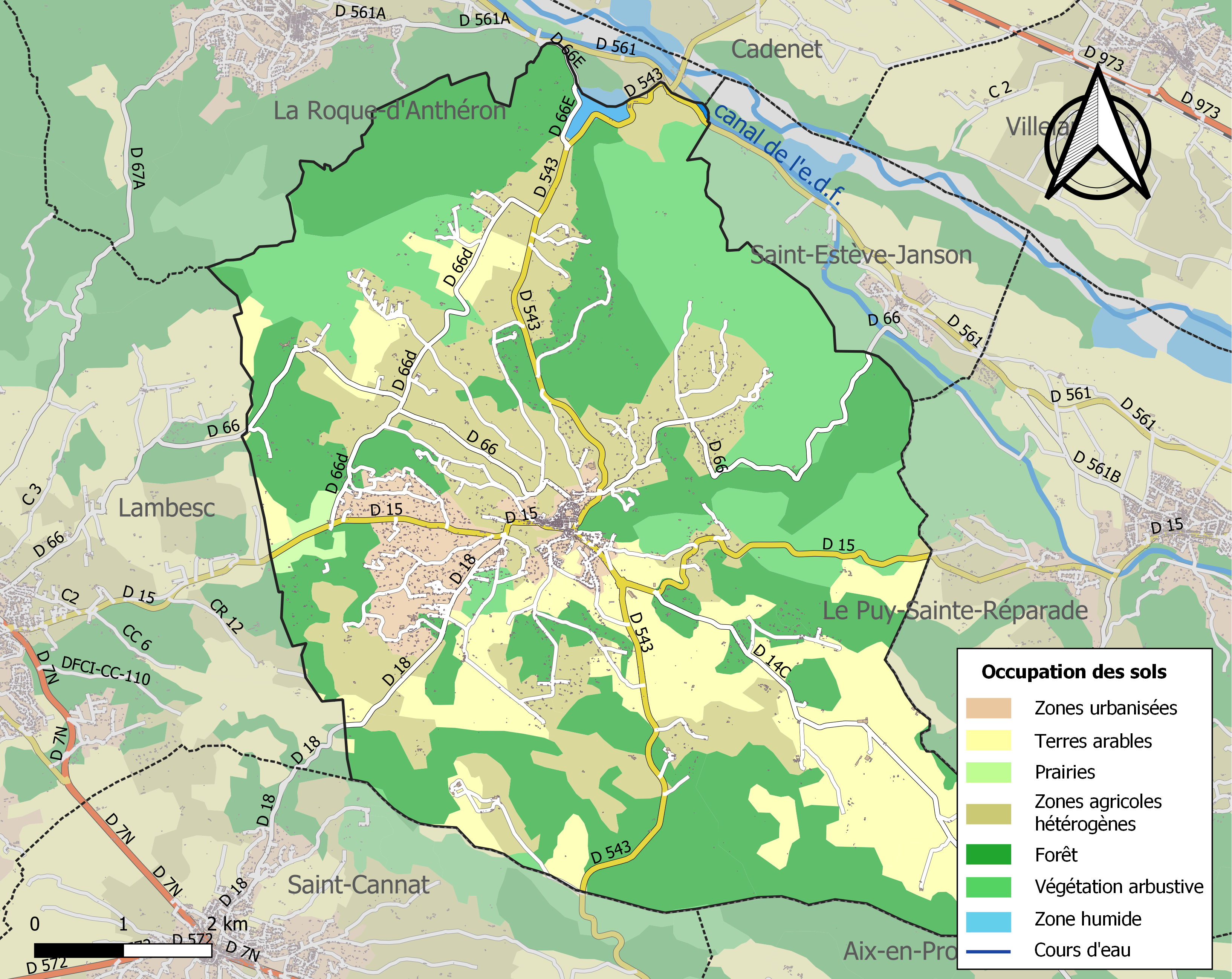
Carte des infrastructures et de l'occupation des sols de la commune en 2018 (CLC).

## Histoire
Le site[Lequel ?] révèle des traces de peuplement depuis l'âge du fer. Des constructions apparaissent à l'ère gallo-romaine, le long de la colline du Foussa. Une partie d'entre elles sont de type troglodyte. Parallèlement, l'exploitation de la pierre de Rognes commence.

### Moyen Âge
Déjà en 1315, Pierre d'Allamanon est chevalier, seigneur de Rognes, qualifié de "Pontens vir". Il était le second fils et héritier de Ricavi d'Allamanon, seigneur de Rognes, Pierrevert et Vidauban, amiral de Provence, auquel il succède à ce poste jusqu'après 1348. Il participa à la prise de Milazzo en tant qu'amiral de Provence. En 1359, son héritier universel, Bertrand lui succède comme seigneur de Rognes. Un autre de ses fils, Ricavi, était seigneur de Lambesc.
Jacques de Ceva, noble originaire de Cadenet, possédait des terres à Rognes ; le 2 novembre 1356, il acheta à Pierre d'Allamanon, pour 1 000 florins d'or de Florence, la moitié des droits de la "nau" (« barque » en français) et du port de Cadenet. Carliste, il vit ses biens (dont les châteaux de Cadenet, Lauris et le Puget) confisqués par le sénéchal puis restitués à ses fils après sa mort.
La mort de la reine Jeanne Ire ouvre une crise de succession à la tête du comté de Provence, les villes de l’Union d'Aix (1382-1387) soutenant Charles de Duras contre Louis Ier d'Anjou. Le seigneur de Rognes, Rostaing Vincent fait hommage le 5 novembre 1387 à Louis II d'Anjou, fils mineur de Louis Ier ; un autre co-seigneur, Jacques de Lamanon, s’était rallié dès 1385.

### Période moderne
Au XVIe siècle, Rognes appartient aux seigneurs d'Agoult. En 1597, Julie d'Agoult, dernière représentante de la famille, épouse Henri de Raphelis. Elle conserve ses seigneuries. Très rigide sur ses droits et privilèges, elle tente de faire interdire aux habitants d'apposer leurs armes sur les maisons et remparts. Les consuls de Rognes refusèrent énergiquement. Le sénéchal d'Aix-en-Provence donna raison aux consuls. Ceux-ci créèrent alors les armes de la ville, d'azur au verrou d'argent, avec la devise « Ferme bien, qui pouvant tout fermer, ne ferme rien. »

### Période contemporaine
Le 11 juin 1909, un séisme de magnitude 6,2 sur l'échelle de Richter, détruit la plus grande partie des maisons situées sur les flancs du Foussa. Seules quelques maisons et ruelles demeurent du vieux Rognes.

## Population et société

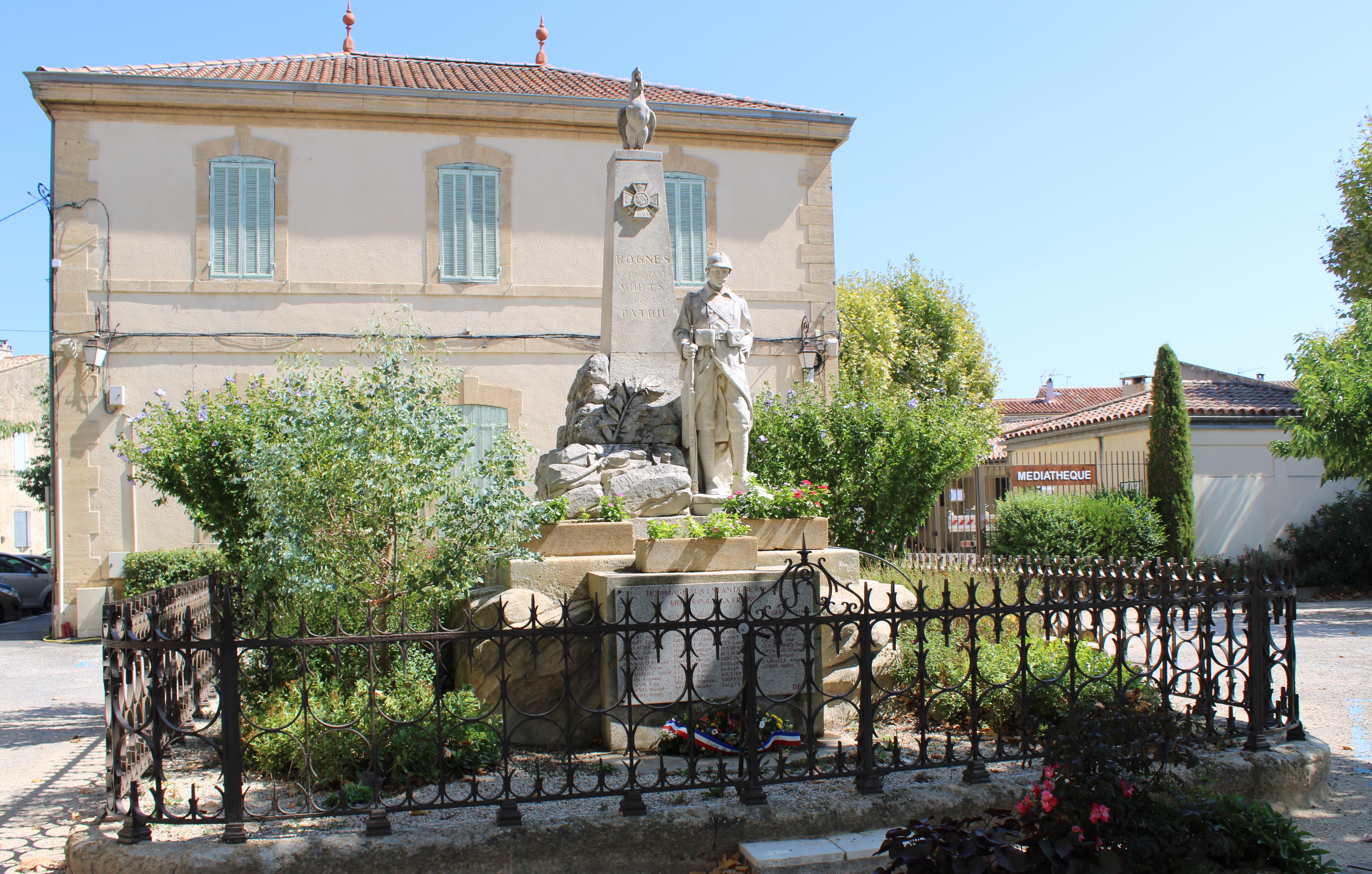
Le monument aux morts..

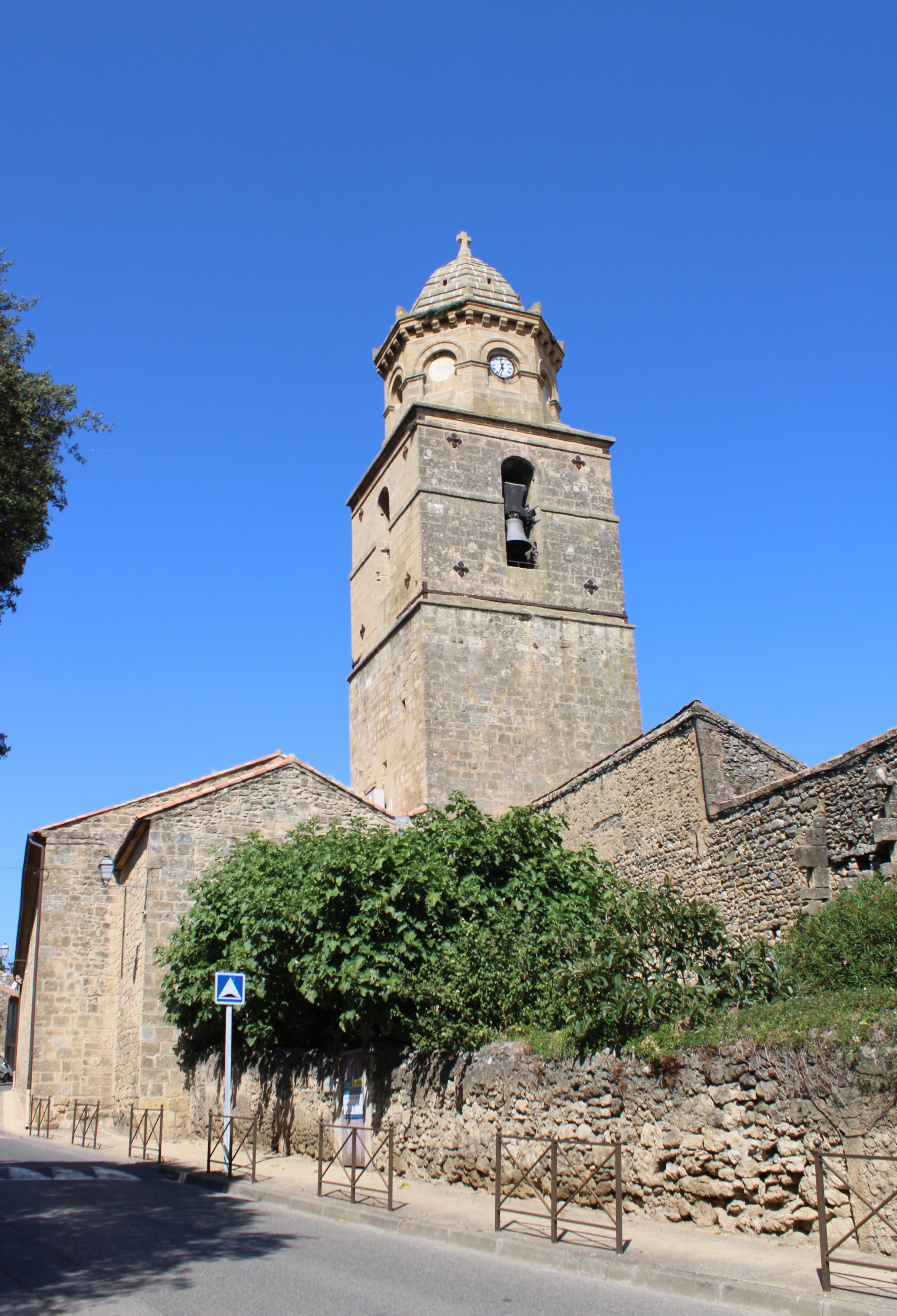
Vue de l'église..

### Démographie
L'évolution du nombre d'habitants est connue à travers les recensements de la population effectués dans la commune depuis 1793. Pour les communes de moins de 10 000 habitants, une enquête de recensement portant sur toute la population est réalisée tous les cinq ans, les populations de référence des années intermédiaires étant quant à elles estimées par interpolation ou extrapolation. Pour la commune, le premier recensement exhaustif entrant dans le cadre du nouveau dispositif a été réalisé en 2008.

En 2022, la commune comptait 4 640 habitants, en évolution de −2,62 % par rapport à 2016 (Bouches-du-Rhône : +2,48 %, France hors Mayotte : +2,11 %).
| 1793  | 1800  | 1806  | 1821  | 1831  | 1836  | 1841  | 1846  | 1851  |
| ----- | ----- | ----- | ----- | ----- | ----- | ----- | ----- | ----- |
| 1 919 | 1 960 | 1 959 | 1 768 | 1 641 | 1 479 | 1 573 | 1 677 | 1 561 |

| 1856  | 1861  | 1866  | 1872  | 1876  | 1881  | 1886  | 1891  | 1896  |
| ----- | ----- | ----- | ----- | ----- | ----- | ----- | ----- | ----- |
| 1 538 | 1 578 | 1 515 | 1 426 | 1 617 | 1 344 | 1 288 | 1 215 | 1 130 |

| 1901  | 1906  | 1911  | 1921 | 1926  | 1931  | 1936 | 1946  | 1954  |
| ----- | ----- | ----- | ---- | ----- | ----- | ---- | ----- | ----- |
| 1 147 | 1 156 | 1 128 | 918  | 1 003 | 1 015 | 970  | 1 046 | 1 017 |

| 1962  | 1968  | 1975  | 1982  | 1990  | 1999  | 2006  | 2008  | 2013  |
| ----- | ----- | ----- | ----- | ----- | ----- | ----- | ----- | ----- |
| 1 109 | 1 183 | 1 426 | 2 216 | 3 450 | 4 194 | 4 518 | 4 606 | 4 686 |

| 2018  | 2022  | - | - | - | - | - | - | - |
| ----- | ----- | - | - | - | - | - | - | - |
| 4 706 | 4 640 | - | - | - | - | - | - | - |

### Manifestations culturelles et festivités
Rognes est connu pour sa célèbre fête de la truffe et sa fête de la chèvre.

### Personnalités liées à la commune
En sont originaires : 
- l'historien et religieux Antoine Pagi, qui y est né en 1624 ;
- les frères Antoine et Nicolas Puaux, fondateurs en 2004 du groupe Narrow Terence ;
- la chanteuse Corine[26].

Y sont morts : 
- le poète Jules Mougin, né à Marchiennes dans le Nord le 10 novembre 1912, mort à Rognes le 6 novembre 2010 ;
- l'écrivain français Pierre Bottero, qui s'est tué dans un accident de moto dans un virage aux alentours de Rognes le 8 novembre 2009 à l'âge de 45 ans.

Fréquentent la commune :
- le pilote Ari Vatanen, qui y séjourne tout au long de l'année depuis 1990 ;
- le chanteur-guitariste Riff Raff du groupe franco-anglais Libertin Lips ;
- le joueur de football Franck Sauzée, qui y vécut.

### Héraldique
Le symbole de Rognes est le verrou et la devise : Ferme bien qui pouvant tout fermer ne ferme rien.
| Armes de bled'land | Les armes peuvent se blasonner ainsi : D'or à un loup ravissant d'azur, lampassé et armé de gueules. |

## Économie
Artisanat
- Électricité

Agriculture
- Truffes
- Coteaux d’Aix-en-Provence

## Culture et patrimoine

### Monuments laïques
- Mausolée gallo-romain des Domitii, notables d’Aquae Sextiae (Aix-en-Provence).

- Ruines de l'ancien village sur le Foussa.
- Ruines du château démantelé en 1595, inscrit au titre des monuments historiques[27].
- Château de Cabanne (1780), inscrit au titre des monuments historiques[28].
- Cabanes en pierre sèche[29].
- Motte de Tournefort qui est caractérisée par un chemisage polygonal en glacis dans sa partie basse[30].

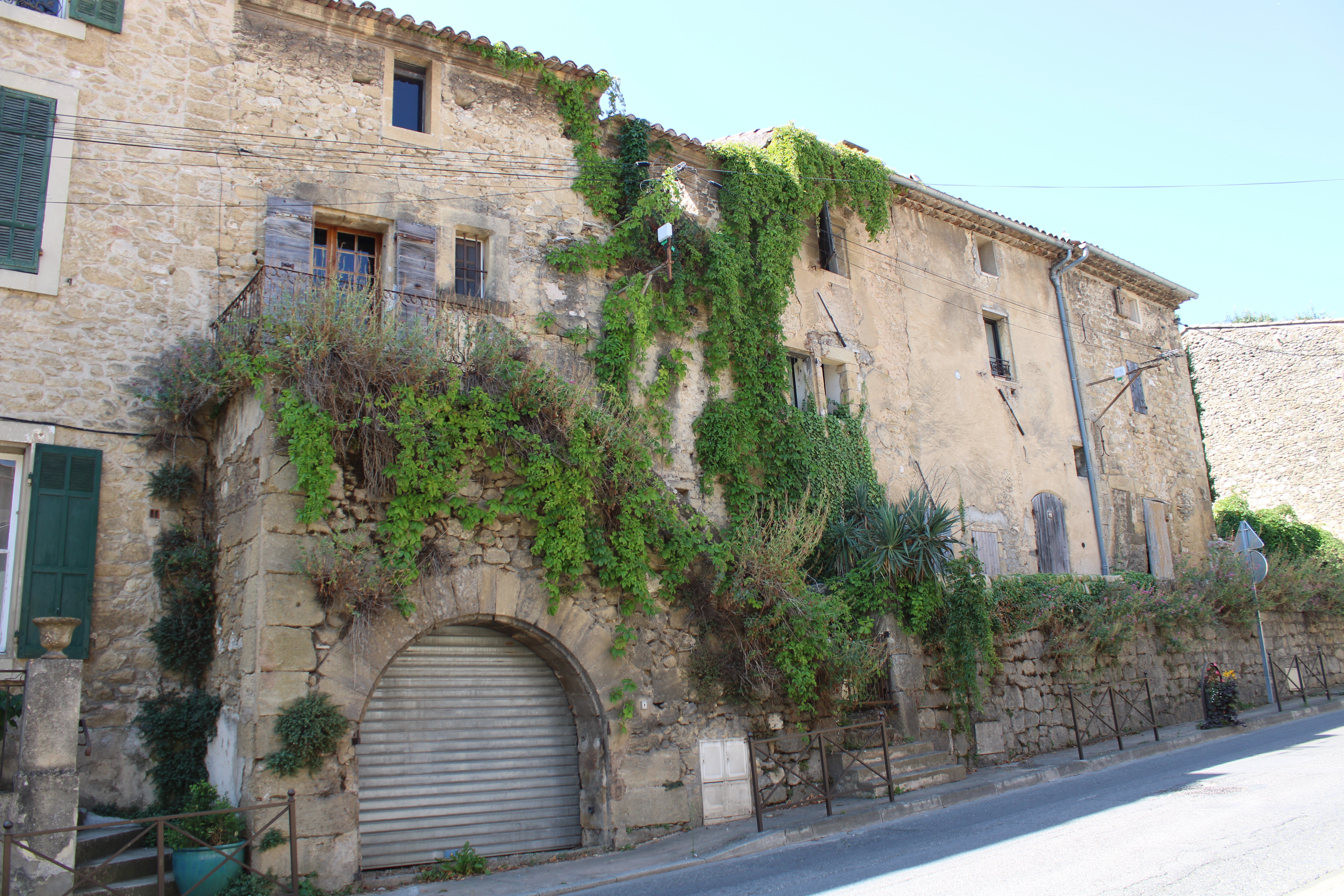
Maisons anciennes près de l'église.
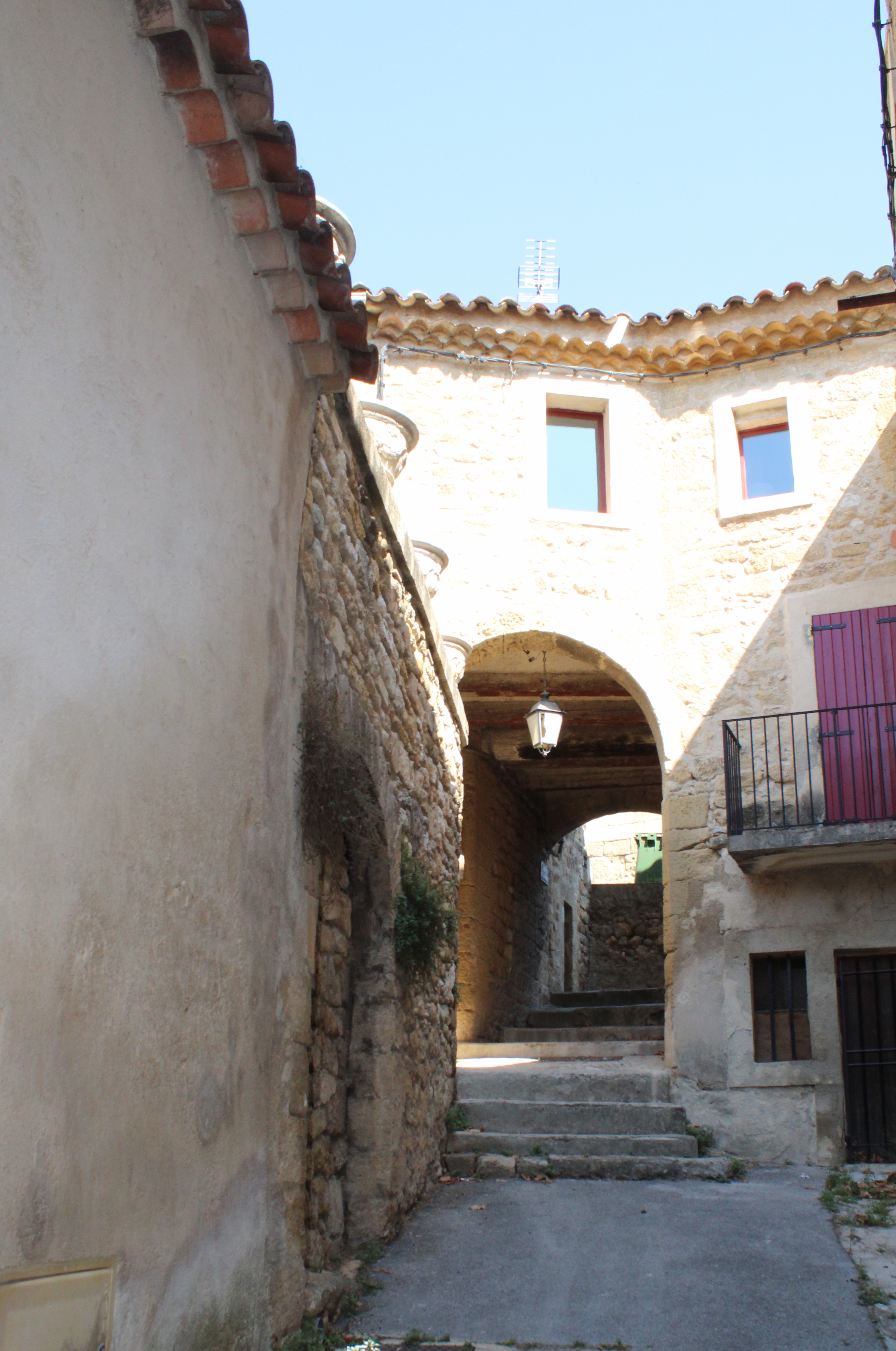
Passage couvert.
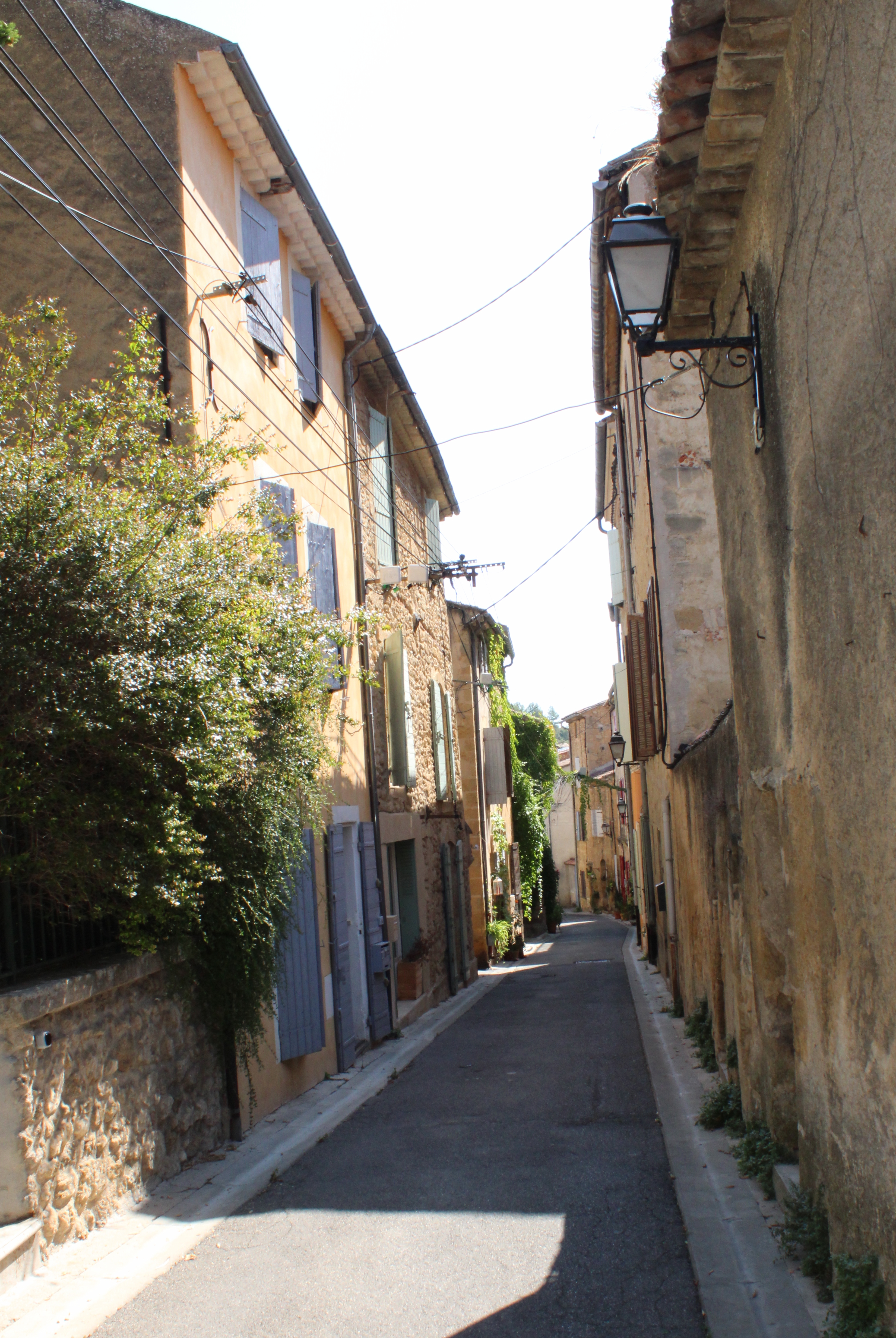
Une des nombreuses ruelles du vieux village.
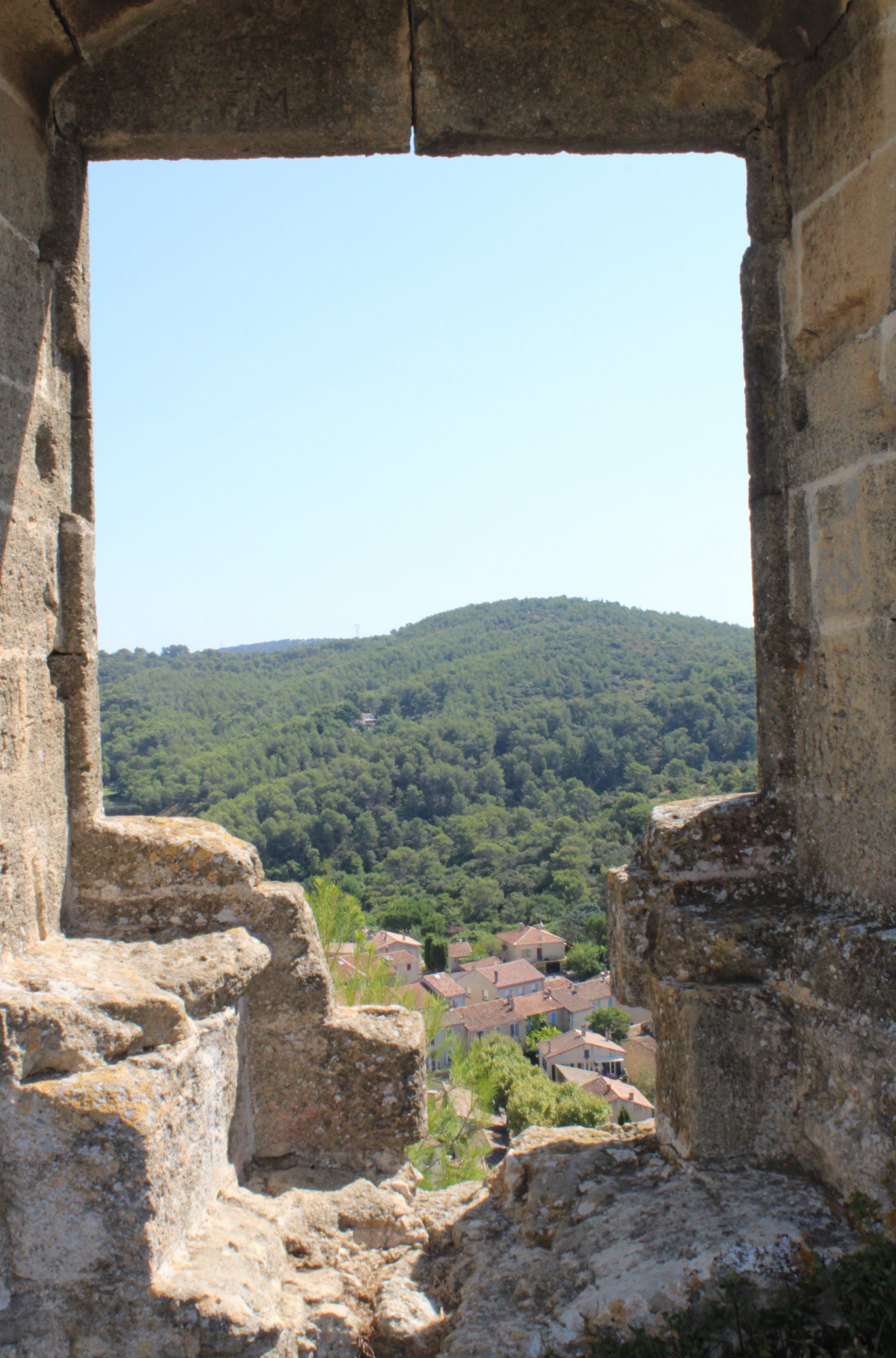
Vue du village depuis les ruines du château.

### Monuments religieux
- Chapelle Saint-Denis, érigée en 1720 à la suite d'une épidémie de peste en remerciement à saint Denis, patron de la commune.
- Chapelle romane Saint-Marcellin (XIIIe siècle).
- Église Notre-Dame-de-l'Assomption, bâtie en 1607.

La chapelle
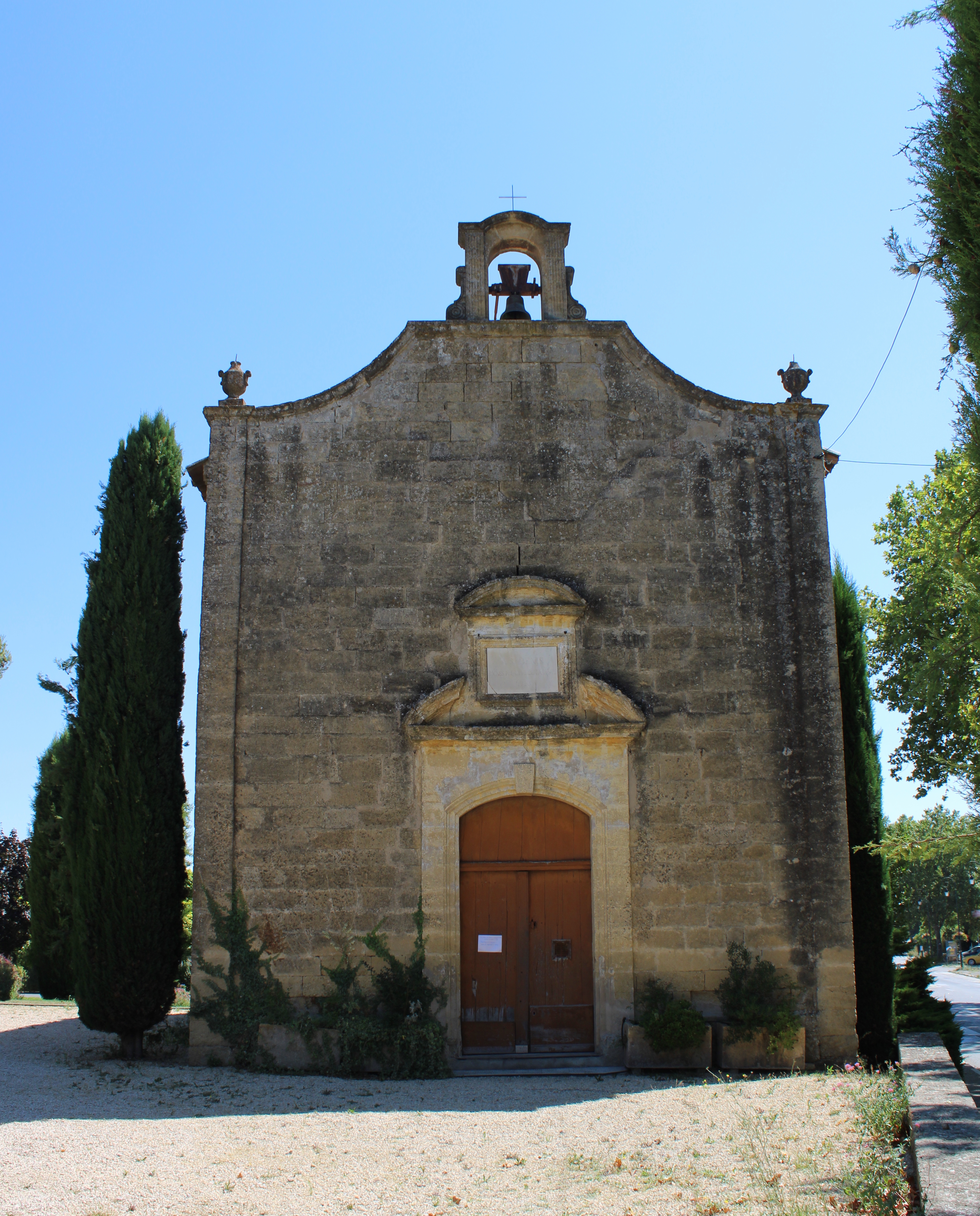
La façade.
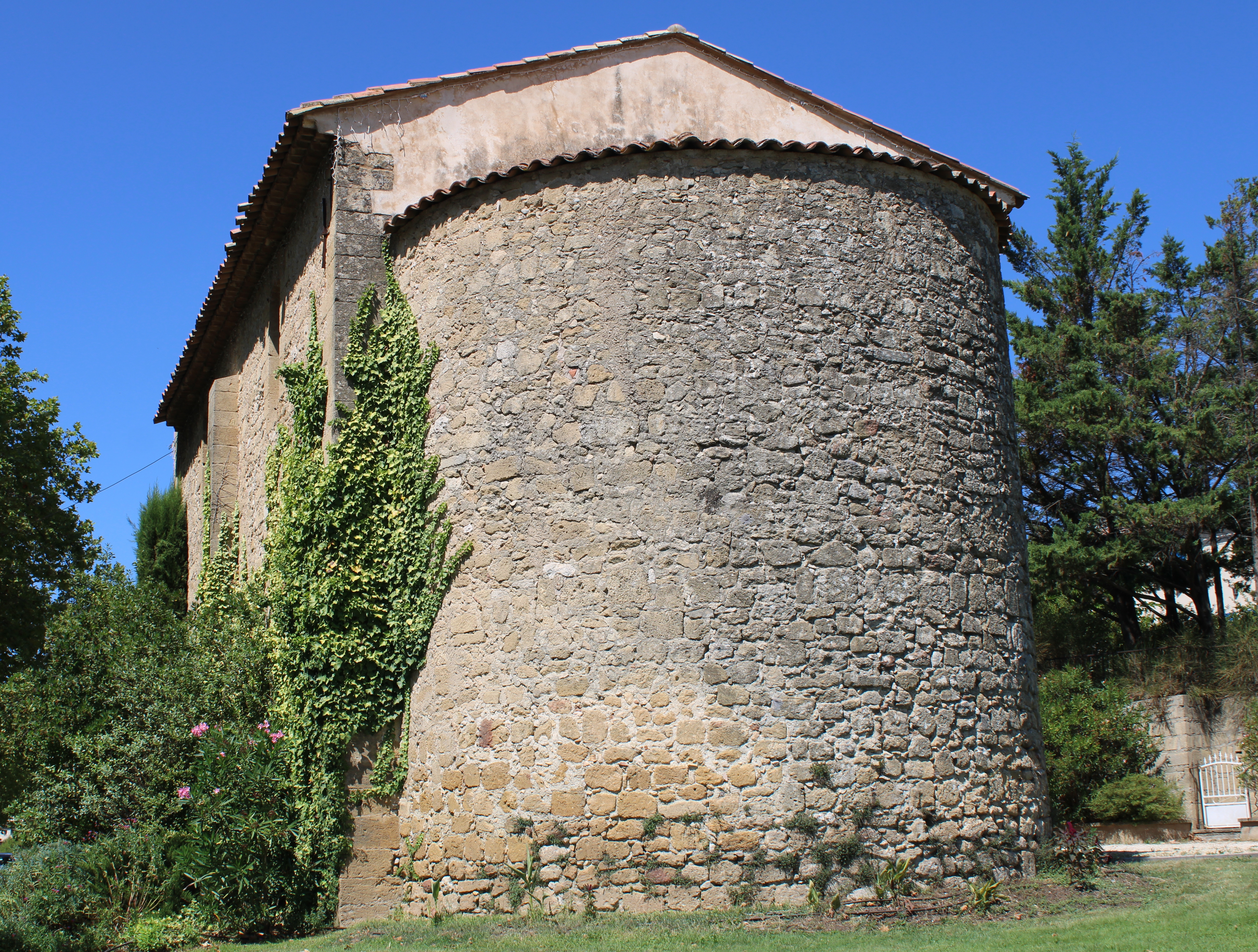
Le chevet.
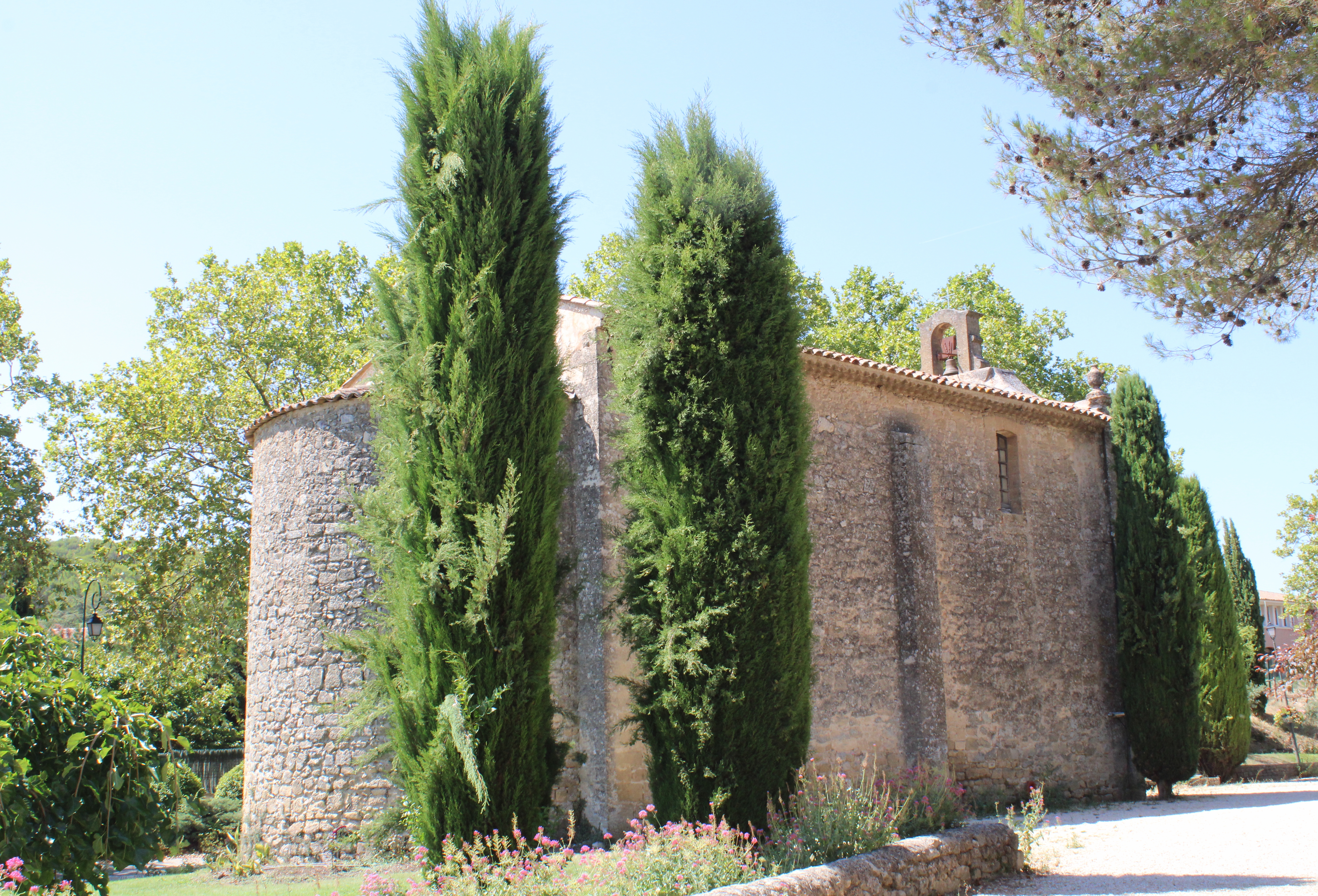
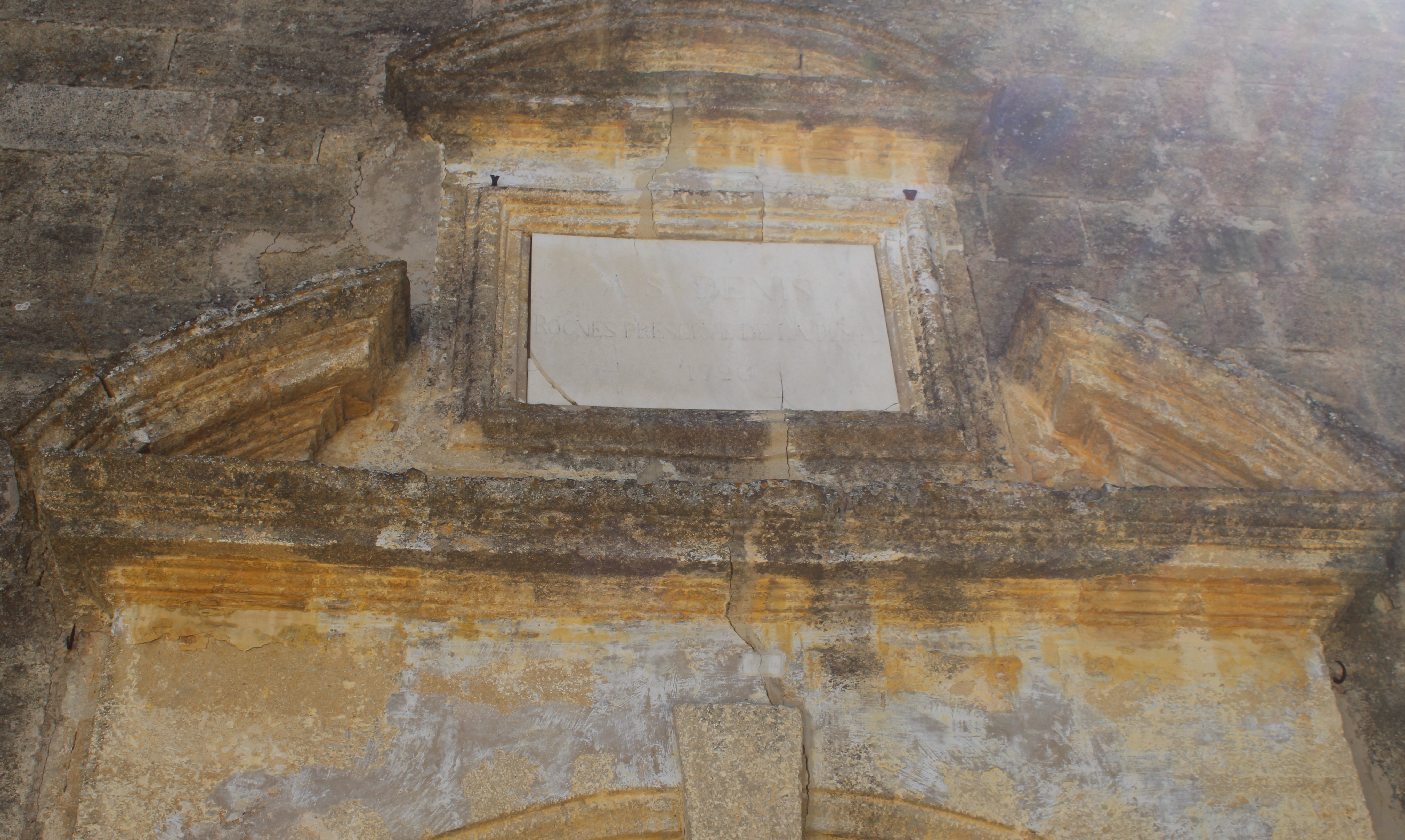
Inscription commémorative au-dessus du portail A S DENIS -Rognes Préservé de la peste -1720.